# Afrodrymadusa fallaciosa
Afrodrymadusa fallaciosa is een rechtvleugelig insect uit de familie sabelsprinkhanen (Tettigoniidae). De wetenschappelijke naam van deze soort is voor het eerst geldig gepubliceerd in 1894 door Finot.